# Hanceola exserta
Hanceola exserta là một loài thực vật có hoa trong họ Hoa môi. Loài này được Y.Z.Sun ex C.Y.Wu mô tả khoa học đầu tiên năm 1959.